# Huang Geng
Huang Geng, född 10 juli 1970, är en friidrottare från Kina. Han deltog vid olympiska sommarspelen 1992 och olympiska sommarspelen 1996.